# Nagypirit
Nagypirit község Veszprém vármegyében, a Devecseri járásban.

## Fekvése
A Marcal völgyében, Veszprém és Vas vármegyék határánál található a csaknem 300 lakosú település. A nyugati és északi határrészt a folyót kísérő rétek fedik, az egykori mocsaras "Marcal-bozót" mára megszelídült nyomaként. Dél és kelet felé már kicsit magasabb, szántókkal borított felszín húzódik. A legközelebbi szomszéd falu, az innen keletre elterülő Kispirit mindössze fél kilométerre fekszik. Távolabb, déli irányban erdőket is találhatunk.

### Megközelítése
A település közlekedési helyzete viszonylag kedvezőtlen, csak Boba, illetve Csögle irányából érhető el, a 8415-ös úton. Vasútvonal nem érinti, a legközelebbi vasúti csatlakozási lehetőség a Székesfehérvár–Szombathely-vasútvonal és a Boba–Bajánsenye-vasútvonal közös szakaszának Boba vasútállomása, körülbelül 4 kilométerre délnyugatra.

## Története
A település első említése 1372-ből származik Pered néven. Az eredetileg egységes Pirit a középkorban két részre szakadt, az egytelkes nemesek által lakott rész kapta később az Egyházas- vagy Nagypirit nevet. Ezzel ellentétben más források azt említik, hogy a 17. században tekintélyes számú, házzal rendelkező, és ház nélküli zsellér is lakott a faluban. Református templomát 1796-ban építették, míg tornya 1802-ben készült el hozzá.

## Közélete

### Polgármesterei
- 1990–1994: Burján Ernő (FKgP)[3]
- 1994–1998: Burján Ernő (független)[4]
- 1998–2002: Burján Ernő (független)[5]
- 2002–2006: Burján Ernő (független)[6]
- 2006–2010: Burján Ernő (független)[7]
- 2010–2014: Burján Ernő (független)[8]
- 2014–2019: Burján Ernő (Fidesz-KDNP)[9]
- 2019–2024: Burján Ernő (Fidesz-KDNP)[10]
- 2024– : Burján Ernő (Fidesz-KDNP)[1]

## Népesség
A település népességének változása:
| Lakosok száma | 255  | 259  | 250  | 232  | 241  | 223  | 221  |
|               | 2013 | 2014 | 2015 | 2021 | 2022 | 2023 | 2024 |

A 2011-es népszámlálás során a lakosok 93,1%-a magyarnak, 5,4% cigánynak mondta magát (6,9% nem nyilatkozott; a kettős identitások miatt a végösszeg nagyobb lehet 100%-nál). A vallási megoszlás a következő volt: római katolikus 18,1%, református 61,2%, evangélikus 10,8%, felekezeten kívüli 0,8% (8,5% nem nyilatkozott).
2022-ben a lakosság 93,8%-a vallotta magát magyarnak, 3,7% cigánynak, 0,8% németnek, 0,4% egyéb, nem hazai nemzetiségűnek (5,4% nem nyilatkozott; a kettős identitások miatt a végösszeg nagyobb lehet 100%-nál). Vallásuk szerint 44% volt református, 19,5% római katolikus, 7,1% evangélikus, 3,7% felekezeten kívüli (25,7% nem válaszolt).

## Nevezetességei
Református templom
A fentebb is említett templomot 1896-ban építették újjá. Stílusa barokk, sisakos toronnyal, egyenes záródású szentéllyel.
Horgásztó